# L'editor de llibres
L'editor de llibres (títol original en anglès: Genius) és una pel·lícula biogràfica de drama britanicoestatunidenca de 2016 dirigida per Michael Grandage i escrita per John Logan, basada en el llibre guanyador del National Book Award de 1978, Max Perkins: Editor of Genius, per A. Scott Berg. Hi actuen Colin Firth, Jude Law, Nicole Kidman, Dominic West i Guy Pearce. Va ser seleccionada per competir per l'Os d'Or al 66è Festival Internacional de Cinema de Berlín. Aquesta pel·lícula ha estat doblada al català.

## Argument
La pel·lícula es desenvolupa a Nova York el 1929. Maxwell Perkins, un editor d'èxit de Scribner's i descobridor d'escriptors amb talent com ara Francis Scott Fitzgerald i Ernest Hemingway, viu en una caseta als afores de la ciutat amb la seva esposa i cinc filles. Un dia, a la seva oficina, llegeix els esborranys de O Lost, una novel·la de Thomas Wolfe. Impactat pel seu contingut, Perkins decideix publicar-la i estableix una col·laboració amb l'autor. La novel·la acaba essent publicada i obté un gran èxit: 15.000 còpies venudes en un sol mes. Max i Thomas es fan millors amics, mentre que la relació de Wolfe amb Aline Bernstein, una dona casada vint anys més gran que ell, és posada a prova després de la publicació de la novel·la de Wolfe. Max aconsegueix publicar la segona novel·la de Wolfe, Of Time and the River, després d'una exhaustiva revisió de la feina que dura anys. La segona novel·la també és tot un èxit.
Mentrestant, Thomas és a París, on segueix els esdeveniments des de la llunyania, gràcies a les notícies que rep de Max. Quan torna a Nova York, se'n va a treballar immediatament i escriu el seu nou llibre. El seu caràcter turbulent fa que es baralli amb Max, cosa que trenca la relació entre els dos i fa que Wolfe canviï d'editor. Aline acaba abandonant Thomas perquè està massa centrat en si mateix i és incapaç de preocupar-se pels altres. Després que Max es reconciliï amb l'absència de Thomas, rep una trucada de la mare de Thomas, que li comunica que Thomas ha agafat una tuberculosi miliar. Malgrat l'operació quirúrgica, Thomas no mostra senyals de millora. Després d'unes quantes setmanes mor, però abans escriu una carta a Max, on li reafirma el profund afecte que sent per ell.

## Repartiment
- Colin Firth com a Maxwell Perkins
- Jude Law com a Thomas Wolfe
- Nicole Kidman com a Aline Bernstein
- Dominic West com a Ernest Hemingway
- Guy Pearce com a F. Scott Fitzgerald
- Laura Linney com a Louise Saunders
- Vanessa Kirby com a Zelda Fitzgerald
- Makenna McBrierty com a Nancy Perkins

## Producció
El rodatge va començar el 19 d'octubre de 2014, a Manchester, i va acabar el 12 de desembre de 2014. També es va rodar a Golden Bay Malta el 20 de febrer de 2018.

## Estrena
La pel·lícula es va estrenar el 10 de juny de 2016 als Estats Units. Es va poder veure per primer cop al 66è Festival Internacional de Cinema de Berlín el 16 de febrer de 2016.
A Catalunya es va estrenar el 7 de desembre de 2016. La van veure 2.639 espectadors i la recaptació va ser de 17.574 €.